# Kriegsverbrecherprozesse in Neuguinea
Die Kriegsverbrecherprozesse in Neuguinea wurden von der australischen Kolonialmacht gegen japanische Militärpersonen (als Kriegsverbrecher der Kategorien B und C; jap.: BC級戦犯) oder deren Helfer wegen während der japanischen Besetzung dort und auf den umliegenden Inseln begangener Kriegsverbrechen durchgeführt.

## Organisation
Australien war 1943 Gründungsmitglied der United Nations War Crimes Commission und des Far Eastern Sub-Committee on War Crimes (FEAC, später FEC) in Chongqing. Man folgte im Wesentlichen der Kategorisierung japanischer Kriegsverbrecher der FEC. Die Herrschaft über Neuguinea als ehemals deutsche Kolonie wurde nominell in Form eines Völkerbundsmandats ausgeübt. Mit anderen Alliierten wurde über in Singapur (Dezember 1945) und Tokio (Februar 1946) geschaffene War Crimes Sections zusammengearbeitet. Auf Java bestanden enge Kontakte zu entsprechenden niederländischen Stellen. An vielen britischen Verfahren in Singapur nahm ein Australier als Richter teil. Von den geschätzten 9070 verdächtigen Angehörigen der japanischen Streitkräfte waren bis zur Beendigung der Prozesse in Morotai (28. Februar 1946) alle aufgespürt. Die meisten Fälle wurden an britische oder holländische Gerichte übergeben.
Bereits im Juni 1943 wurde eine Kommission unter dem späteren Präsidenten des IMTFE, Sir William F. Webb, der damals Chief Justice of Queensland war, eingesetzt, die Kriegsverbrechen der japanischen Streitkräfte untersuchen sollte. Bis 1945 wurden drei Berichte vorgelegt. Unterstützt wurde diese Arbeit
vom Directorate of Prisoners of War and Internees, das ab 1945 dem Generaladjudanten der australischen Armee unterstand.
Die rechtliche Grundlage der Strafverfolgung bildete der War Crimes Act 1945, der am 4. Oktober 1945 von beiden Häusern des australischen Parlaments verabschiedet wurde. Die Definition eines Kriegsverbrechens ist darin weit gefasst; der Gültigkeitsbereich ist räumlich und zeitlich nicht beschränkt. Die Jurisdiktion umfasste alle Fälle, in denen ein australischer Einwohner (nicht notwendigerweise Staatsbürger) oder britischer oder alliierter Untertan das Opfer war. Das Board of Enquiries definierte 35 Straftaten, darunter auch als Punkt 34 Menschenfresserei, der unter den vergleichbaren amerikanischen Richtlinien zunächst nicht strafbar war. Für alle Vergehen war die Todesstrafe möglich. Allgemein beschränkten sich die Tribunale auf „schwere Verbrechen“.
Die Gerichte waren vom Generalgouverneur einzuberufen, der dieses Recht an Kommandeure delegierte. Sie bestanden außer dem Vorsitzenden aus mindestens noch zwei Mitgliedern. Die Mitglieder durften auch einer anderen alliierten Macht angehören, solange die Mehrheit der Richter Australier waren. In Rabaul hatten die Tribunale meist vier Mitglieder, auf Manus fünf, sonst die Mindestzahl von drei. Die Offiziere sollten mindestens den gleichen Rang wie der Angeklagte haben; mindestens einer derselben Waffengattung angehören. Die Bestimmung wurde praktisch immer ignoriert.
An Beweismaterialien war alles, das dem Gericht von Wert erschien, zugelassen. Da sich die Beweisführung deshalb hauptsächlich auf Schriftliches stützte, war die Möglichkeit, sich durch Kreuzverhör von Zeugen zu verteidigen für die Angeklagten stark eingeschränkt. Ansonsten folgten die Formalien den Imperial Army Acts und den allgemeinen Vorschriften über Kriegsgerichte. Todesurteile erforderten Einstimmigkeit, falls das Gericht aus drei Mitgliedern bestand, ansonsten genügte eine Zwei-Drittel-Mehrheit. Die Urteile waren nicht schriftlich zu begründen. Dies machte sie angreifbar, besonders von Parlamentariern, die den Richtern „Geheimniskrämerei“ und zu lasche Strafen vorwarfen.
Dem Gericht beigegeben war ein „judge advocate“ britischen Musters, der ein neutraler Berater der Militärrichter ist und die juristische Situation darlegt aber nicht wie sein amerikanisches Pendant als Staatsanwalt fungiert.

### Revision
Ein Verurteilter konnte gegen Urteil und/oder Strafmaß beim für Bestätigungen zuständigen Offizier Einspruch einlegen. Sollte dieser Offizier dem Urteil zustimmen, endete der Fall hier. Ansonsten wurde die endgültige Entscheidung vom australischen judge advocate general oder dessen Stellvertreter getroffen. Die Angeklagten waren hierdurch deutlich schlechter gestellt als etwa bei Verfahren in Yokohama oder Guam.
Die für australische Soldaten gültige Vorschrift, dass Todesurteile vom (zivilen) General-Gouverneur zu bestätigen waren und nur in bestimmten Fällen von Hochverrat möglich waren, galt für japanische Angeklagte nicht.

## Prozesse
Bereits im Mai 1945 befanden sich 1481 Verdächtige in Haft. Verhandelt wurde in Wewak (zwei Prozesse mit je einem Angeklagten), Morotai (25 Verfahren, 148 Angeklagte, abgeschlossen im Februar 1946), Rabaul sowie in Labuan (Borneo; 16 Prozesse, 145 Angeklagte, abgeschlossen 31. Januar 1946), weitere australische Tribunale tagten in Darwin (3; März–April 1946), Singapur (23; 68 Angeklagte, 1946/47), Hong Kong (13; November 1947–Dezember 1948) und der Insel Manus (1950–1951).
Das erste Verfahren, wegen Menschenfresserei, fand in Wewak mit einem Todesurteil am 4. Dezember 1945 sein Ende.
In Labuan wurden die Zustände im Lager von Miri (Sarawak) abgeurteilt. Von 1250 Gefangenen (meist Briten auch Zivilinternierte) starben fast alle an Hunger oder Mangelkrankheiten. Die Offiziere des Lagers erhielten die Todesstrafe, die jedoch für die nachrangigen Offiziere in fünfjährige Haftstrafen umgewandelt wurden. Weiterhin angeklagt waren sechs Unteroffiziere, zwei Dolmetscher und 37 Mann, die fast alle Haftstrafen erhielten. Wegen der willkürlichen Tötung von 51 Gefangenen, die sich am 10. Juni 1945 außerhalb des Lagers beim Arbeitseinsatz befanden, wurden ein Feldwebel und 20 Mitglieder seiner Wachmannschaft zum Tode verurteilt.
Zehn von elf Angeklagten wurden wegen der Kreuzigung australischer Piloten auf Talaud im Februar 1945 von einem Gericht in Morotai verurteilt. In Labuan begann im Dezember 1945 ein Prozess mit 70 Angeklagten, denen vorgeworfen wurde, Zivilisten in Kuching (Sarawak) misshandelt zu haben.
Noch größer war ein Verfahren (begonnen in Ambon am 2. Januar 1946), bei dem 93 Lagerwachen und ihren Offizieren, die Kriegsgefangene des Lagers Tan Toey zwischen Februar 1942 und Sommer 1945 misshandelt hatten, der Prozess gemacht wurde. Es gab 55 Freisprüche und vier Todesurteile für die Lagerkommandanten als die Urteile am 15. Februar in Morotai gesprochen wurden.
Die meisten Tribunale traten zwischen März 1946 und Dezember 1947 in Rabaul zusammen. Vielfach ging es um verweigerte gerechte Prozesse (Denial of Fair Trial), wobei den Japanern vorgeworfen wurde, sie hätten Beschuldigte unberechtigt schnell hingerichtet. Der häufigste Vorwurf gegen japanische Offiziere war jedoch der, der mangelnden Kontrolle über Untergebene (Vorgesetztenverantwortlichkeit). In Fällen, wo die Beschuldigten angaben, „auf höheren Befehl“ gehandelt zu haben, wurde oft auf mildernde Umstände erkannt.
In den Verhandlungen gegen Generalleutnant Baba Masao und andere ging es um die Tötung von Kriegsgefangenen. Von 2200 meist australischen Gefangenen im Kriegsgefangenenlager Sandakan des Sommers 1944 waren ein Jahr später noch sechs am Leben. Viele waren verhungert oder auf Todesmärschen ins 260 km entfernte Ranau umgekommen, dort starben von 183 Angekommenen 150 innerhalb weniger Tage, der Rest wurde der Einfachheit halber exekutiert. Baba als verantwortlicher Militärgouverneur Borneos sowie der Lagerkommandant Hoshijima Susumi wurden zum Tode verurteilt. Etliche Lagerwachen (meist aus Formosa) erhielten Haftstrafen.
Nahezu sämtliche Bewohner von Ocean Island wurden am 20. August 1945 getötet. Nachdem man ihnen die japanische Kapitulation mitgeteilt hatte, wurden fünf Gruppen gebildet, die Opfer wurden gefesselt und ihnen die Augen verbunden. Sodann wurden sie an Klippen geführt und erschossen. Neun Offiziere wurden zum Tode verurteilt. Die anderen erhielten Haftstrafen von 20 Jahren. Zwei Mannschaften sieben Jahre; es gab einen Freispruch.
Fast ein Drittel (99) aller australischen Verfahren beschäftigten sich mit den Verhältnissen, unter denen indische Kriegsgefangene, von denen etwa 32.000 beim Fall von Singapur in japanische Hände gefallen waren, existieren mussten. In 22 Prozessen ging es um das Schicksal chinesischer Kriegsgefangener, die vom Regime des Wang Jingwei den Japanern als Arbeitskräfte in Neu-Britannien überlassen wurden.
Im Jahre 1949 fanden keine Prozesse statt, teilweise wegen Streitigkeiten mit Supreme Commander for the Allied Powers (SCAP) in Tokio, obwohl noch etwa 800 Verdächtige in Haft waren. Über vierjährige Untersuchungshaft verstieß gegen britische Rechtsgrundsätze. Es wurden daher zwischen Juni 1950 bis Mai 1951 die letzten 113 Angeklagten auf die Insel Manus verbracht und abgeurteilt. Diese Insel war gewählt worden, weil sie der Teil australischen Territoriums war, der sich am nächsten an Japan befand. Viele Angeklagten wurden aus dem Sugamo-Gefängnis überführt, nachdem SCAP gedroht hatte, bis 1. November 1949 diejenigen freizulassen, denen nicht baldigst der Prozess gemacht würde. Es fanden 26 Verfahren mit 113 Angeklagten statt. Dabei kam es zu 69 Verurteilungen, davon 13 Todesurteile, von denen fünf vollstreckt wurden.
Von den 644 Verurteilten (69,5 % der 924 Angeklagten) aller 296 australischen Kriegsverbrecherprozesse erhielten 496 Gefängnisstrafen, 148 Todesurteile wurden gefällt. Die meisten Verfahren (188) wurden in Rabaul durchgeführt. Von 390 Angeklagten dort wurden 266 verurteilt und 124 freigesprochen. Die zu Haftstrafen Verurteilten wurden sämtlich zunächst in Rabaul, später in Manus untergebracht. Die Japaner wurden von dort im Juni 1953 in das Sugamo-Gefängnis überführt. Die Statuory Rule No. 11 von 1951 erlaubte Erlass eines Viertels der Strafe wegen guter Führung. Ab 1955 wurden Häftlinge, die zehn Jahre oder ein Drittel ihrer Strafe verbüßt hatten (was immer geringer war), entlassen. Sämtliche verbliebenen Häftlinge wurden zum 4. Juli 1957 freigelassen.